# Awenat
Awenat (hebr.: אבנת) – wieś położona w samorządzie regionu Megillot, w Dystrykcie Judei i Samarii, w Izraelu.
Leży na zachód od wybrzeża Morza Martwego w Judei.

## Historia
Osada została założona w 2004 przez grupę żydowskich osadników. Osada znajduje się w pobliżu kibucu Micpe Szalem. W Awenat mieszka 100 osób.